# Death by Numbers
Death by Numbers és un curtmetratge documental de 2024 dirigit per  Kim A. Snyder. Es va estrenar el 5 d'octubre de 2024 al Festival Internacional de Cinema de Hamptons. El 19 d'octubre del mateix any es va estrenar al Festival de Cinema de Woodstock.
El 23 de gener de 2025 va rebre una nominació per a la categoria de millor curtmetratge documental a la 97ena edició dels premis Oscar.

## Sinopsi
El documental explica el procés d'empoderament i superació del trauma de la Sam Fuentes, una supervivent del tiroteig del 14 de febrer de 2018 al Marjory Stoneman Douglas High School. Fuentes va estar entre les persones ferides, però el seu cos i la seva vida van canviar per sempre. La jove va treballar les seves emocions a partir d'un diari i es va preparar per enfrontar-se a l'assaltant al judici. Enmig de tot plegat es plantegen  reflexions sobre l'odi col·lectiu i la justícia comunitària.

## Reconeixements
| Premis                          | Data                 | Categoria                         | Resultat  | Cita        |
| ------------------------------- | -------------------- | --------------------------------- | --------- | ----------- |
| Festival de Cinema de Montclair | 27 d'octubre de 2024 | Premis del Jurat de Curtmetratges | Guanyador | [ 7 ] [ 8 ] |
| Premis Oscar                    | 2 de març de 2025    | Millor curtmetratge documental    | Pendent   | [ 9 ]       |